# Böztal

Fahne

Böztal ist eine Einwohnergemeinde im Kanton Aargau in der Schweiz. Sie gehört zum Bezirk Laufenburg und entstand per 1. Januar 2022 durch die Fusion der Gemeinden Bözen, Effingen, Elfingen und Hornussen.
Zur Gemeinde gehört das Naturschutzgebiet Bärtschiloch.

## Geschichte
Im November 2009 hatten die Gemeindeversammlungen der fünf westlich des Bözbergpasses gelegenen Gemeinden Bözen, Effingen, Elfingen, Hornussen und Zeihen darüber zu entscheiden, ob eine vertiefte Zusammenarbeit bis hin zu einer Fusion geprüft werden sollte. Während Effingen, Elfingen und Zeihen damals mit grossen Mehrheiten zustimmten, lehnten Bözen und Hornussen den entsprechenden Antrag ab. Eine Fusion nur der zustimmenden Gemeinden wurde nicht weiterverfolgt.
Anfang 2013 bildete sich in Bözen eine Interessengruppe, die erneut eine Gemeindefusion anstrebte. Zeihen erklärte im September 2014, sich nicht an einer möglichen Fusion zu beteiligen. Die Gemeindeversammlungen von Bözen, Effingen, Elfingen und Hornussen genehmigten im Juni 2017 die Aufnahme offizieller Fusionsabklärungen und die Bildung von Arbeitsgruppen. Diese waren von Januar bis September 2018 tätig. In einer konsultativen Umfrage entschied sich die knappe Mehrheit der Antwortenden für «Oberes Fricktal» als zukünftigen Gemeindenamen (weitere Antwortmöglichkeiten waren «Rebthal», «Böztal» und «Unterberg»). Nach der Präsentation des Ergebnisses im Januar 2019 gab es Kritik aus mehreren umliegenden Gemeinden, da der vorgesehene Name zu Verwechslungen mit der gleichnamigen Region führen könne, die ein weitaus grösseres Gebiet umfasst. Regierungsrat Urs Hofmann empfahl daraufhin, mögliche Alternativen für «Oberes Fricktal» zu suchen. In einer zweiten Umfrage im April 2019 standen die drei übrigen Vorschläge der ersten Runde zur Auswahl, wobei «Böztal» am meisten Anklang fand.
Hornussen gehörte damals schon zum Bezirk Laufenburg, die drei übrigen beteiligten Gemeinden zum Bezirk Brugg. Die neue Gemeinde Böztal schloss sich gemäss dem Zusammenschlussvertrag und mit Zustimmung des Grossen Rates dem Bezirk Laufenburg an, was für drei ehemalig selbstständige Gemeinden einen Bezirkswechsel zur Folge hatte. Sitz der Gemeindeverwaltung ist Hornussen. Am 27. Juni 2019 stimmten die Gemeindeversammlungen von Bözen, Effingen, Elfingen und Hornussen dem Zusammenschlussvertrag zu. Bei den obligatorischen Volksabstimmungen am 24. November 2019 genehmigten alle vier Gemeinden die Fusion. Die Ergebnisse lauteten wie folgt:
- Bözen: 236 Ja zu 83 Nein (Beteiligung 55 %)
- Effingen: 167 Ja zu 112 Nein (Beteiligung 67 %)
- Elfingen: 90 Ja zu 40 Nein (Beteiligung 57 %)
- Hornussen: 186 Ja zu 99 Nein (Beteiligung 45 %)

Bei der Gestaltung des neuen Wappens wurden 15 Vorschläge eingebracht. Schlussendlich hat ein Gremium von dieser Auswahl vier Wappen ausgesucht, über die dann abgestimmt werden konnte. Die Bevölkerung entschied sich mit einer grossen Mehrheit für das neue Wappen.

## Bevölkerung
Die Einwohnerzahl der heutigen Gemeinde Böztal sank zwischen 1850 und 1910 durch Landflucht in die Städte und Industriegebiete und die Auswanderung nach Übersee stark (1850–1900: −23,5 %). Von 1900 bis 1980 bewegte sich die Bevölkerungszahl immer zwischen 1500 und 1700 Personen. Seither hat ein starkes Wachstum eingesetzt (1980–2020: +77,1 %). Das Wachstum erfolgte in allen vier Ortsteilen, aus denen sich die heutige Gemeinde zusammensetzt. Hornussen hatte stets die höchste, Elfingen stets die niedrigste Anzahl Bewohner der vier Ortsteile.
Quellen: 1850–2000 Volkszählungsergebnisse, 2010 ESPOP, 2020 STATPOP; heutiges Gemeindegebiet

## Gemeinderat
Der Gemeinderat besteht aus fünf Mitgliedern. Diese sind für die Amtsperiode 2022 bis 2025:
- Gemeindeammann (Gemeindepräsident) Robert Schmid
- Vizeammann (Vizegemeindepräsident) Andreas Thommen
- Gemeinderat Guy David
- Gemeinderat Roger Frey, seit 18. Juni 2023 Alexander Zürcher
- Gemeinderätin Esther Röthlin

## Wirtschaft
In der Gemeinde gab es im Jahr 2020 insgesamt 187 Arbeitsstätten mit 633 Beschäftigten. Im 1. oder Primären Sektor (Bereiche Landwirtschaft/Forstwirtschaft/Fischerei) arbeiteten 143 Personen oder 22,6 % der Beschäftigten, im 2. oder Sekundären Sektor (Industrie und Gewerbe) arbeiteten 120 Personen oder 19,0 % der Beschäftigten und im 3. oder Tertiären Sektor (Dienstleistungsunternehmen) in 109 Unternehmen 370 Personen oder 58,5 % der Beschäftigten. Auffällig ist der hohe Anteil des 1. Sektors. Im Gemeindeteil Elfingen sind sogar 27 der 80 erwerbstätigen Personen oder 33,8 % im Sektor 1 tätig. Die Gemeinde hat somit noch zahlreiche Bauernbetriebe, die teilweise nur noch Nebenerwerbe sind.

## Verkehr
Alle Gemeindeteile sind gut per Bus erschlossen. In den Hauptverkehrszeiten besteht ein dichter Takt. Sie liegen an der Buslinie zwischen Frick und Brugg (Linie 50.137).
Die Gemeindeteile Bözen, Effingen und Hornussen liegen an der Hauptstrasse 3; Elfingen ist über die Dorfstrasse nach Bözen gut erreichbar. Der Vollanschluss Frick und der Teilanschluss Effingen an der A3 erschliessen das Gemeindegebiet.
Der Bahnhof Hornussen wurde 1993 aufgelassen und 2023 das Abstellgleis, Hilfsperron und zwei Weichen entfernt.

## Sehenswürdigkeiten
- Liste der Kulturgüter in Böztal